# Brent Wilson
Brent William Wilson (* 8. November 1974 in Hürth) ist ein ehemaliger deutsch-US-amerikanischer Basketballspieler.

## Laufbahn
Der in Hürth geborene Wilson spielte Basketball beim CVJM Köln-Süd und beim BSC Köln-Süd. Im August 1991 nahm er mit der deutschen Kadetten-Nationalmannschaft an der Europameister in Griechenland teil und erzielte im Turnierverlauf 3,1 Punkte je Begegnung. In den Vereinigten Staaten war er von 1993 bis 1997 Student an der Abilene Christian University und gehörte der Basketballmannschaft der im Bundesstaat Texas gelegenen Hochschule an.
In der Saison 1997/98 weilte der 1,93 Meter große Aufbau- und Flügelspieler zeitweilig beim Bundesligisten Telekom Baskets Bonn, kam in der höchsten deutschen Spielklasse jedoch nicht zum Einsatz. Zur Saison 1998/99 wechselte Wilson zum TV Tatami Rhöndorf. Er bestritt im Laufe des Spieljahres zwölf Bundesliga-Partien für Rhöndorf, in denen er im Schnitt 1,4 Punkte verbuchte. Wilson erreichte mit der Mannschaft in der Bundesliga-Hauptrunde den dritten Platz und stieß hernach ins Halbfinale um die deutsche Meisterschaft vor. Des Weiteren trat er mit Rhöndorf im europäischen Vereinswettbewerb Korać-Cup an.
In der Saison 1999/2000 stieg er mit dem Oldenburger TB unter Trainer Ivan Vojtko von der 2. Basketball-Bundesliga in die Bundesliga auf, anschließend verließ er die Niedersachsen.
2001 wechselte Wilson zum Regionalligisten ART Düsseldorf, in der Saison 2003/04 stand er in Diensten des Zweitligisten NVV Lions Mönchengladbach und erzielte für die Mannschaft 9 Punkte pro Einsatz. 2004/05 spielte er für Capone Düsseldorf in der Regionalliga, im Spieljahr 2005/06 war er Co-Trainer der Mannschaft. In der Saison 2006/07 spielte er für den Regionalligisten Schwelmer Baskets.
Als Trainer war er ab Sommer 2007 für die Betreuung der Herrenmannschaft des BBC Oberkassel (Regionalliga) zuständig. Wilson zog in die Vereinigten Staaten und wurde im Bundesstaat Kentucky als Geschäftsführer eines Tochterunternehmens eines deutschen Stahlverarbeitungsbetriebs tätig.